# Печник, Андрей
Андре́й Пе́чник (словен. Andrej Pečnik; 27 сентября 1981, Дравоград, СР Словения) — словенский футболист, защитник. Экс-игрок национальной сборной Словении.

## Карьера
Футбольную карьеру начинал в родном Дравограде, в «одноимённом» местном клубе. В 2001 году подписал контракт с клубом «Целе» (также известным как «Публикум»). Летом 2004 перешёл в чешскую «Сигму». За этот клуб, Андрей, отыграл 21 матч, однако отличиться не смог.
Летом 2006 года перешёл в словенский «Марибор». За всё время выступлений за этот клуб, Андрей отыграл 37 матчей, один раз отличился голом.
Зимой 2008 года румынский клуб «Политехника Яссы» приобрёл Печника.
Перед началом сезона 2010 словацкий «Слован» приобрёл опытного защитника. Однако, Андрей не смог как следует закрепиться в команде, и поэтому в зимнее межсезонье покинул клуб.
В феврале 2011 со словенским защитником подписал контракт астраханский «Волгарь-Газпром». Контракт был подписан сроком на 2,5 года.
Дебютировал за «Волгарь-Газпром» в матче 2-го тура первенства ФНЛ против владимирского «Торпедо», проведя весь матч на поле, а его команда проиграла со счётом 0:2.
В матче 8-го тура против «Урала» получил травму.

## Личная жизнь
Младший брат Андрея Нейц — также футболист, полузащитник, игрок сборной Словении.